# سنار سفلي (مقاطعة كلاردشت)
سنار سفلي (بالفارسية: سنار سفلی) هي قرية تقع في قسم بيرون‌بشم الريفي (مقاطعة كلاردشت) في إيران. يقدر عدد سكانها بـ 195 نسمة.